# Claudius Buchanan
Claudius Buchanan, född 12 mars 1766 och död 9 februari 1815, var en skotsk präst.
Buchanan var från 1797 kaplan i ostindiska kompaniets tjänst i Calcutta. Genom och omfattande resor förvärvade sig Buchanan en grundlig kännedom om det religiösa och sedliga tillståndet i Indien och blev en ivrig och framgångsrik talesman över utbredandet av kristendom och västerländsk kultur i landet. Berömt är hans arbete Christian researches in Asia (1810, flera senare upplagor).